# 아이패드 (8세대)
아이패드 10.2인치(또한 아이패드 (8세대), 아이패드 9라고도 불림)는 애플이 개발한 태블릿 컴퓨터이다. 2020년 9월 15일 발표되었으며 2020년 9월 18일 출시되었다.